# Idiops palapyi
Espèce
Idiops palapyi est une espèce d'araignées mygalomorphes de la famille des Idiopidae.

## Distribution
Cette espèce est endémique du Botswana,.

## Description
Le mâle holotype mesure 19,7 mm.

## Étymologie
Son nom d'espèce lui a été donné en référence au lieu de sa découverte, Palapye.

## Publication originale
- Tucker, 1917 : On some South African Aviculariidae (Arachnida). Families Migidae, Ctenizidae, Diplotheleae and Dipluridae. Annals of the South African Museum, vol. 17, p. 79-138 (texte intégral).